# Legé
Legé település Franciaországban, Loire-Atlantique megyében. Lakosainak száma 4769 fő (2022. január 1.). Legé Corcoué-sur-Logne, Touvois, Grand’Landes, Les Lucs-sur-Boulogne, Rocheservière és Saint-Étienne-du-Bois községekkel határos.

## Népesség
A település népességének változása:
| Lakosok száma | 3521 | 3441 | 3532 | 3968 | 4498 | 4491 | 4514 | 4565 | 4633 | 4769 |
|               | 1968 | 1982 | 1990 | 2006 | 2013 | 2015 | 2017 | 2019 | 2020 | 2022 |